# Barycheloides rouxi
Espèce
Synonymes
- Barychelus rouxi Berland, 1924

Barycheloides rouxi est une espèce d'araignées mygalomorphes de la famille des Barychelidae.

## Distribution
Cette espèce est endémique de Nouvelle-Calédonie. Elle se rencontre sur le mont Humboldt.

## Description
Le mâle holotype mesure 12,5 mm et la femelle subadulte paratype 13 mm.
Le mâle décrit par Raven en 1994 mesure 14 mm

## Étymologie
Cette espèce est nommée en l'honneur de Jean Roux.

## Publication originale
- Berland, 1924 : Araignées de la Nouvelle-Calédonie et des iles Loyalty. Nova Caledonia. Zoologie, vol. 3, p. 159-255 (texte intégral).